# Archipel des Canarreos
L'archipel des Canarreos est un groupe d'îles et de cayes situé sur la côte sud de Cuba dans la mer des Caraïbes. L'île principale est l'Île de la Jeunesse dont l'archipel est classé administrativement comme « municipalité spéciale » (municipio especial).

## Situation, présentation
L'archipel des Canarreos, sur la côte sud de Cuba, se trouve à l'est et au nord de l'île de la Juventud. Du cayo Largo à l'est jusqu'aux islas de Mangles au nord de la Juventud, il s'étend sur environ 180 km. Il est entièrement compris dans la municipalité spéciale Isla de la Juventud, sauf pour les deux tout derniers petits îlots à l'ouest qui sont sur la province de Matanzas. 
Cet archipel définit la limite du golfe de Batabanó, avec un saisissant changement de couleur de la mer de part et d'autre de l'archipel (voir photo ci-dessous). 
Plus de 80 km à l'est de la Juventud, le cayo Largo del Sur n'est qu'à quelque 32 km plein sud des cayos Blancos del Sur situés entre le golfe de Cazones (en) et la baie des Cochons (sur l'île principale de Cuba, municipalité de Ciénaga de Zapata, province de Matanzas). Il faut encore rajouter les quelque 35 km de distance pour rejoindre les tout derniers petits cayos de l'est jusqu'au cayo Guano del Este — qui porte un phare. 

Le petit cayo Rabihorcado qui fait moins de 1,5 km au plus long, est la dernière terre émergée de l'archipel au nord.
L'archipel est à plus de 60 km de la côte de l'île de Cuba,.

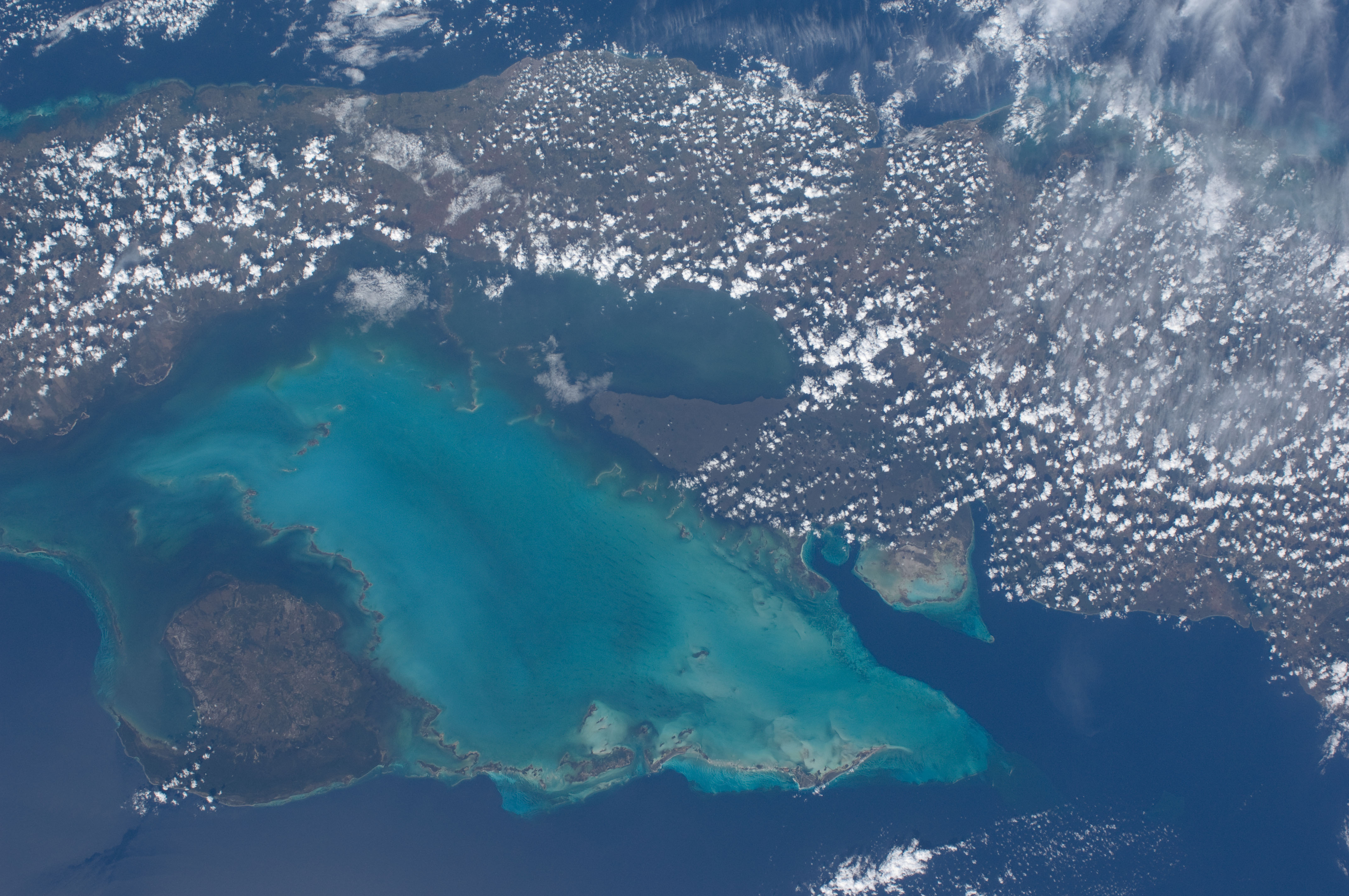
L'archipel des Canarreos bordant le bleu turquoise du golfe de Batabanó

### Liste des îles et îlots
L'archipel des Canarreos commence au plein nord de l'île de la Juventud, longe le tiers nord-est de la Juventud, puis lance une branche vers l'est sur plus de 80 km.

#### Branche au nord de l'île de la Juventud

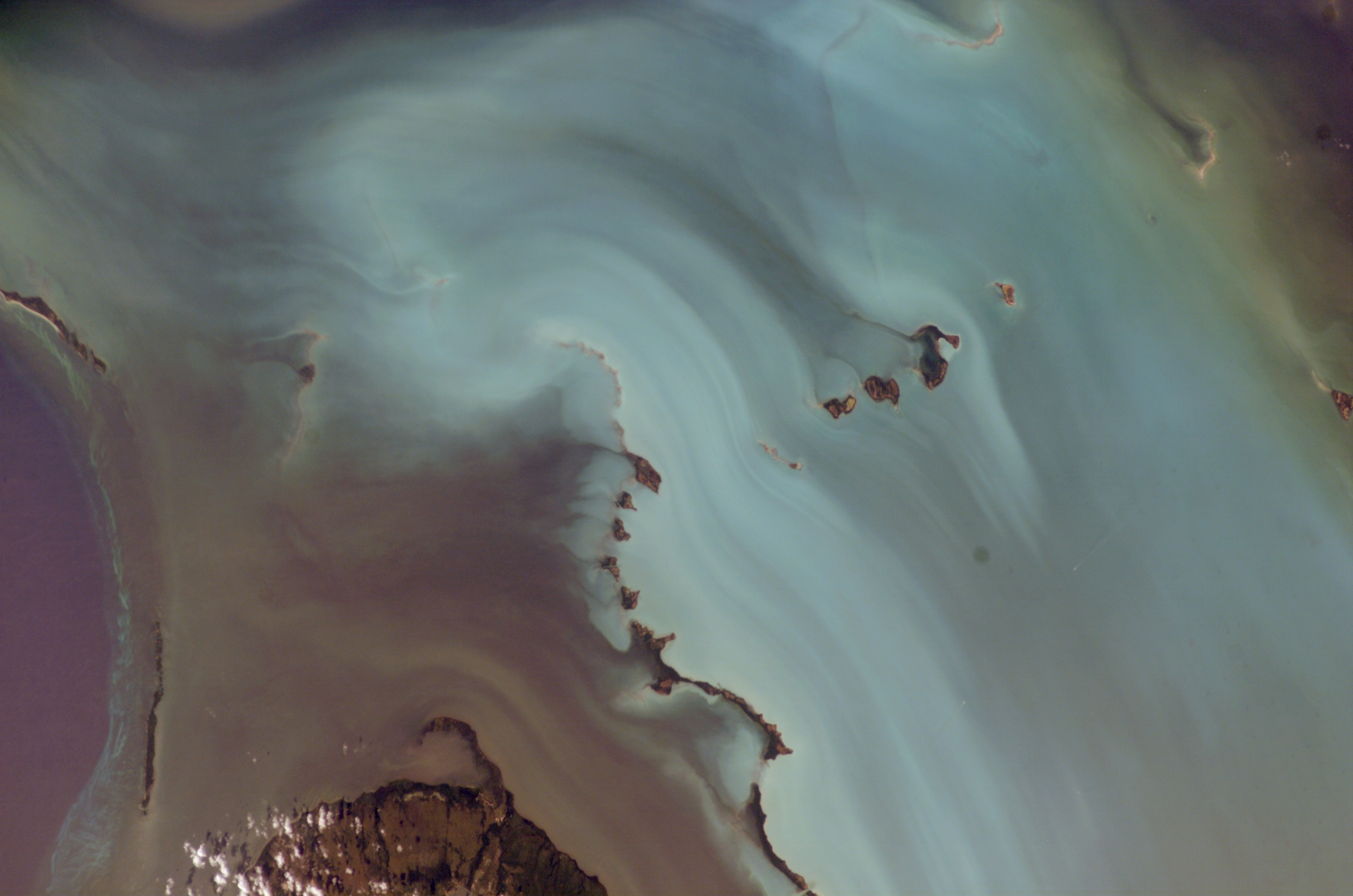
Du cayo Rabihorcado au cayo Las Pasas

- Cayo Rabihorcado[c 7], premier cayo de l'archipel au nord (montré dans la première photo ci-contre).

- Cayo Segundo[c 8]

- Cayo la Hoya[c 9]

- Cayo Cuarto[c 10]

- Cayo La Grifa[c 11]

Ces quatre petits cayos précédents sont peut-être appelés collectivement cayos del Hambre.

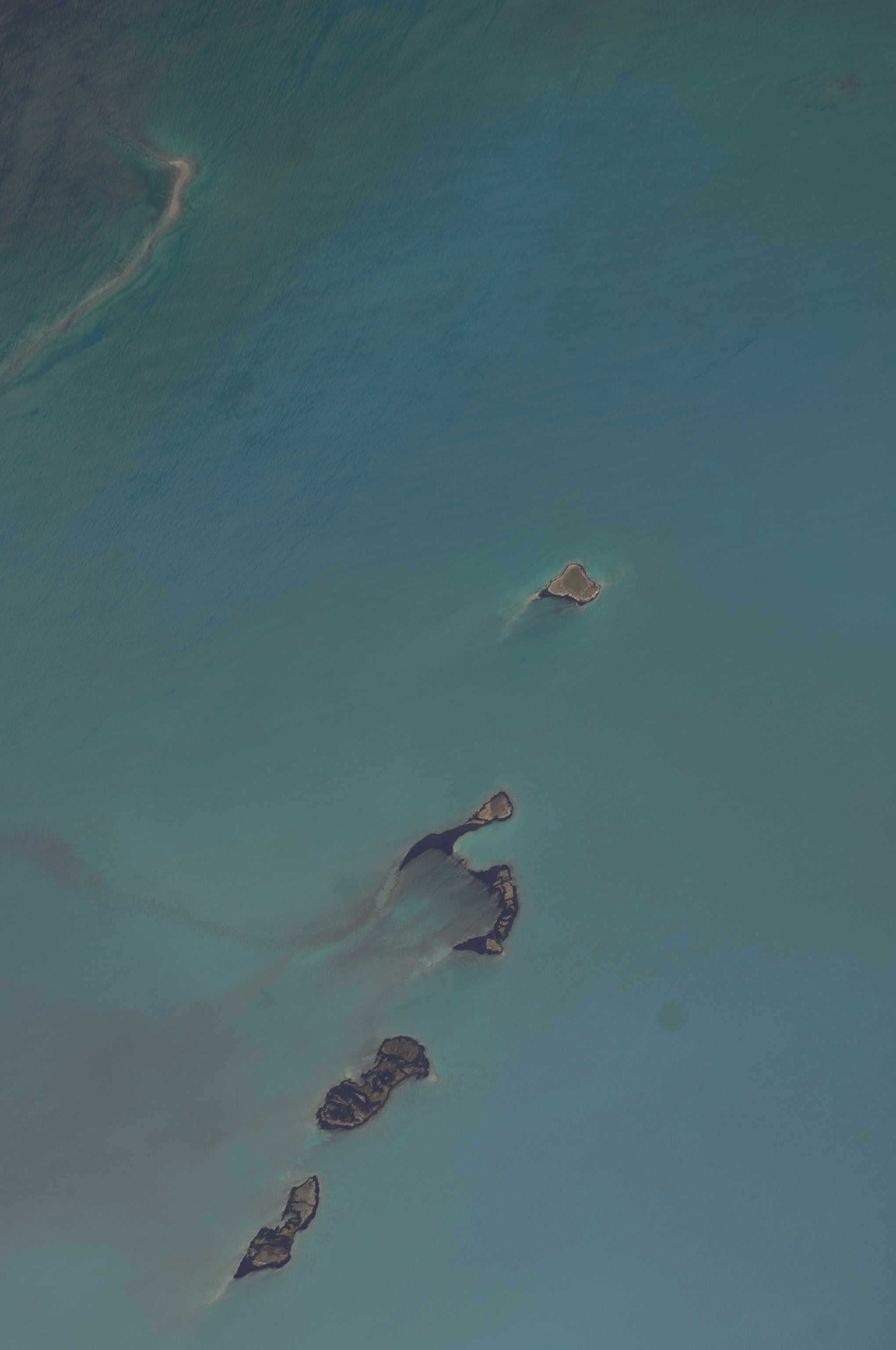
Cayos del Hambre
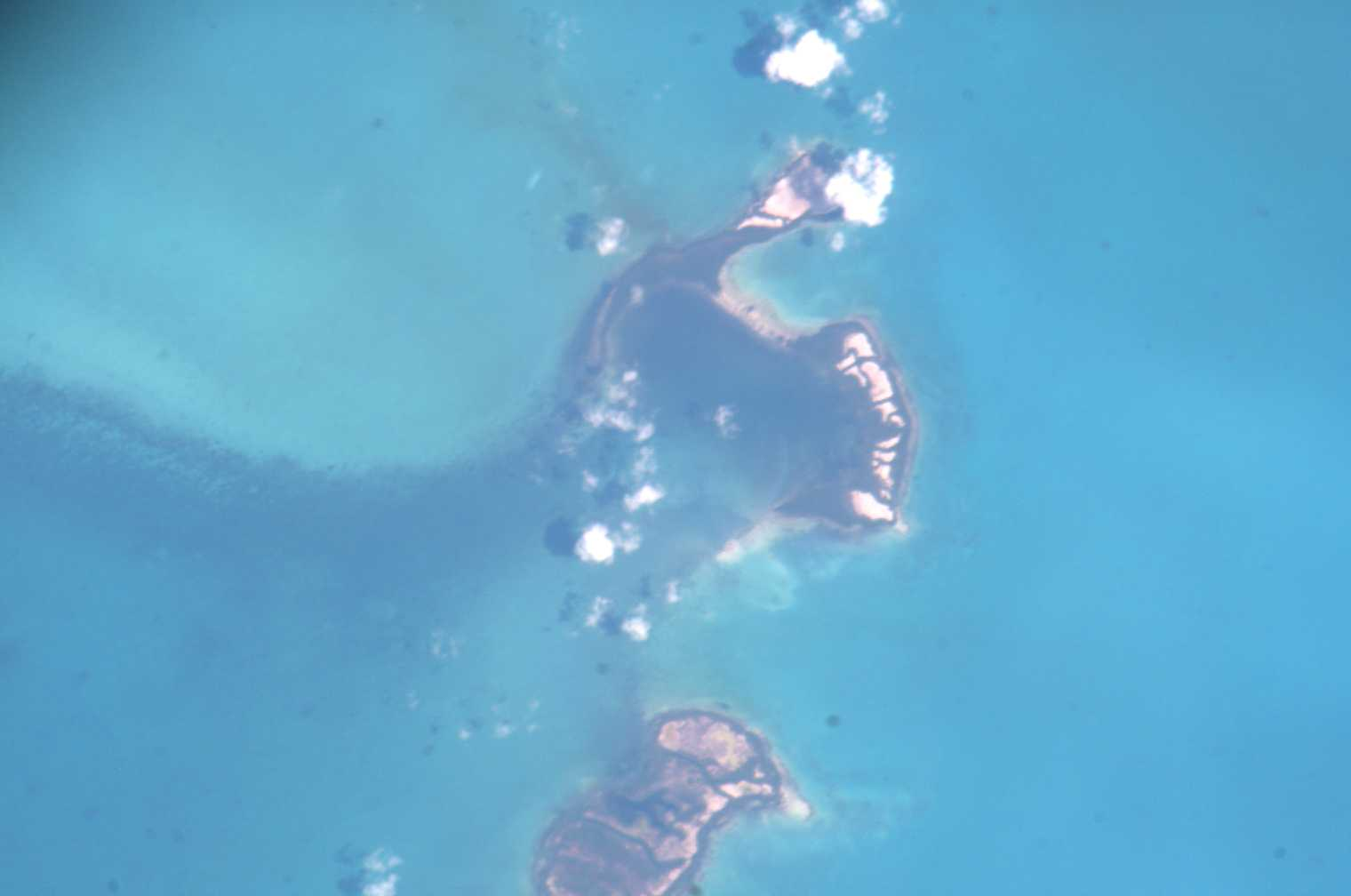
Cayo Secundo[c 8], cayo la Hoya[c 9], cayo Cuarto[c 10]

- Islas de Mangles[c 13]

- Cayo Botija[c 14]

- Cayo La Rica[c 15]

- Cayo Canal Rica[c 16]

- Cayo Campito[c 17]

- Cayo Redondo[c 18]

- Cayos Alacranes[c 19], qui incluent :
  - Cayo Alacrán Chico[c 20]
  - Cayo Alacrán Grande (ceb)[c 21]

- Cayo Las Pasas[c 22]
- Cayo Grande[c 23]

- Cayos de la Manteca[c 24]

#### Branche au nord-est de l'île de la Juventud

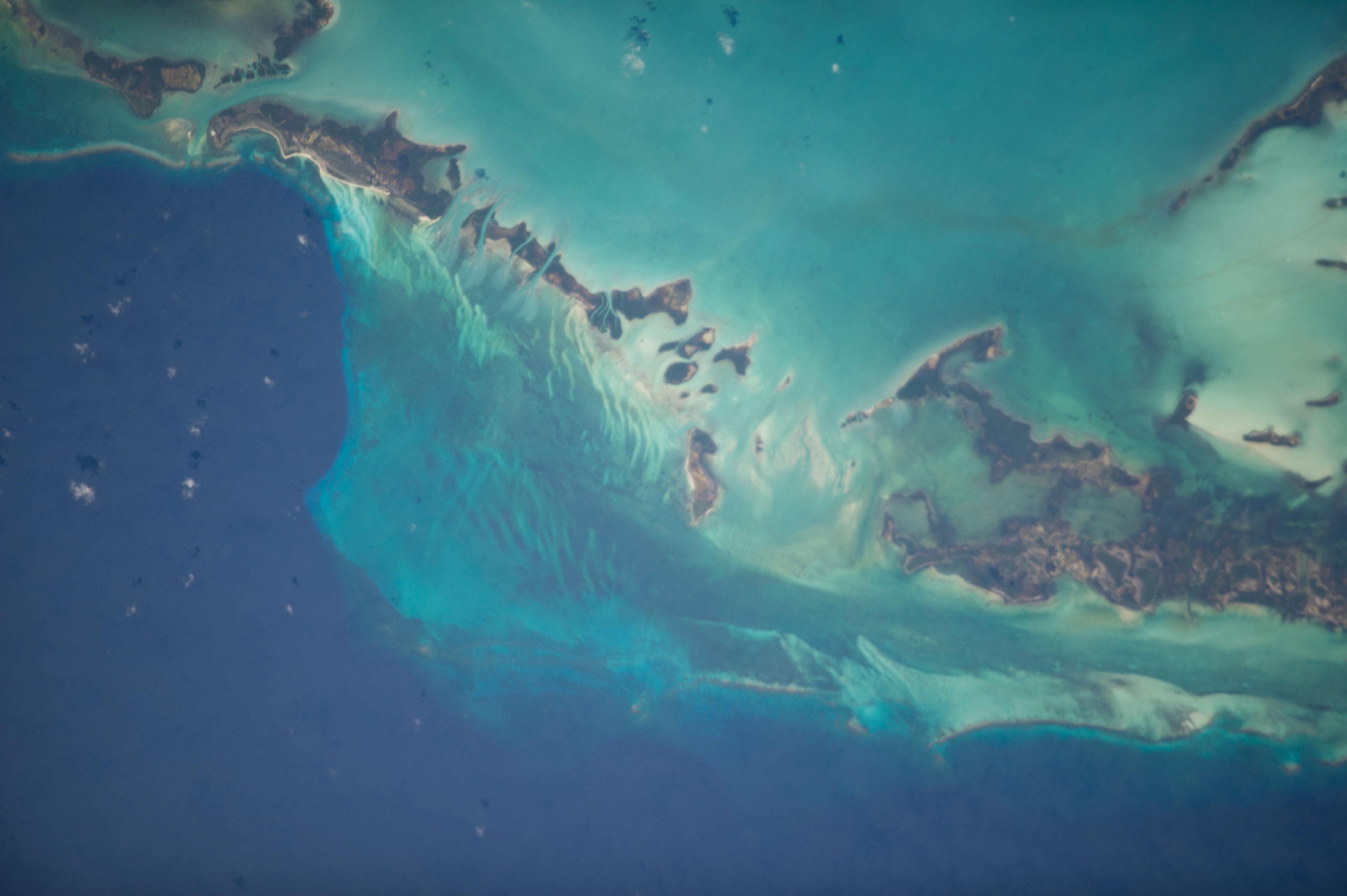
D'ouest en est : cayo Hicacos, cayo Palma (en partie), cayo Campos, cayos Aguardiente, cayo Ávalos, cayo Tablones, cayo Cantiles ou/et cayo Ciprey (en partie)

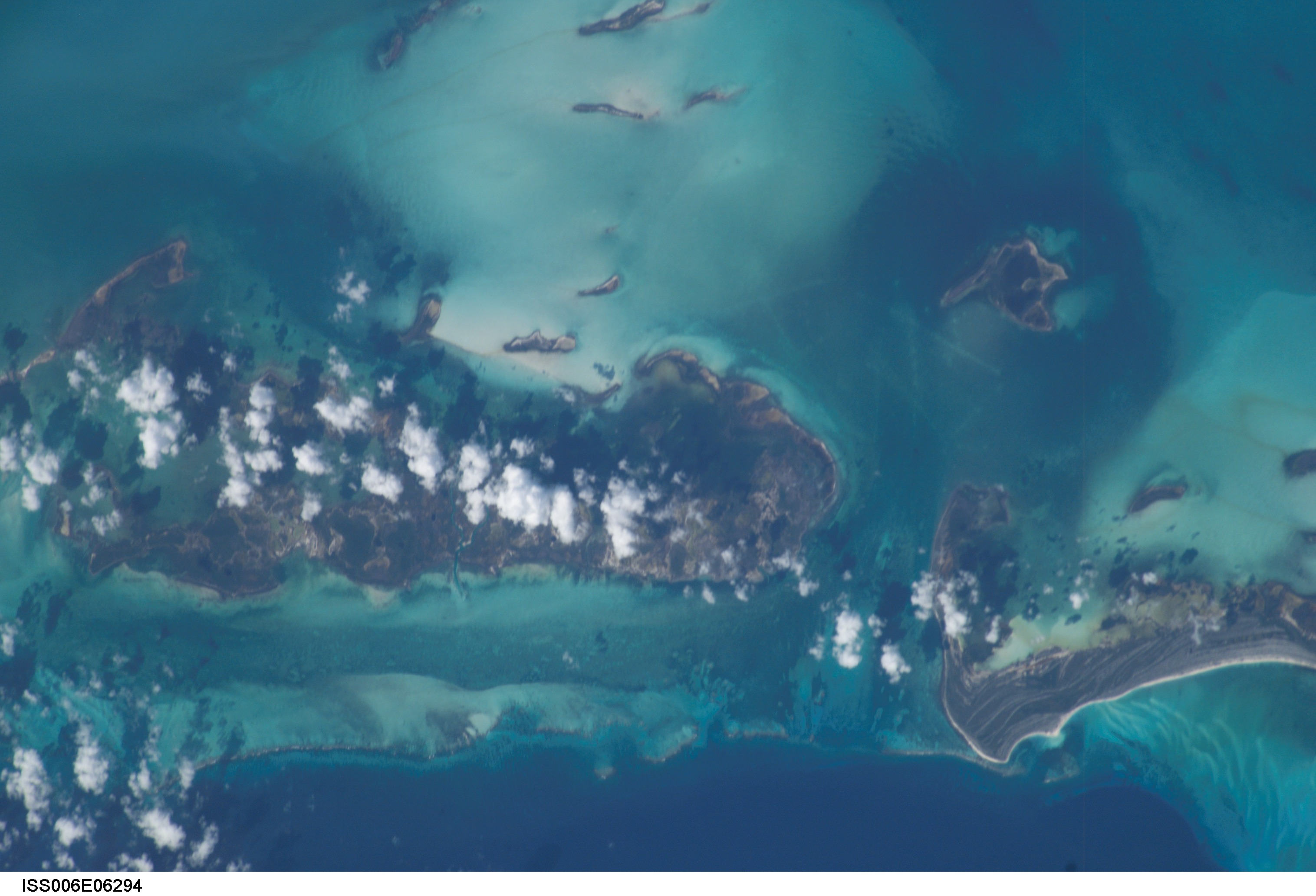
Cayo Tablones, cayo Cantiles ou/et cayo Ciprey, cayo del Pasaje, cayo del Rosario, cayo Mosquito

Zone administrative « Nueva Gerona - Cayo Largo »
- Cayo Quitasol[c 25]

- Cayo el Inglés[c 26]

- Cayo del Navio[c 27]

(Canal de la Cruz)
- Cayo Doña Maria[c 29]

- Cayo Guayabo ou cayo Canal Ancho[c 30]

- Cayos Balandras[c 31]

- Cayo San Juan[c 32]

- Cayo Rabihorcado[c 33]
- Cayo Flamenco[c 34]
- Cayo Coco[c 35]
- Cayo Palma[c 36]

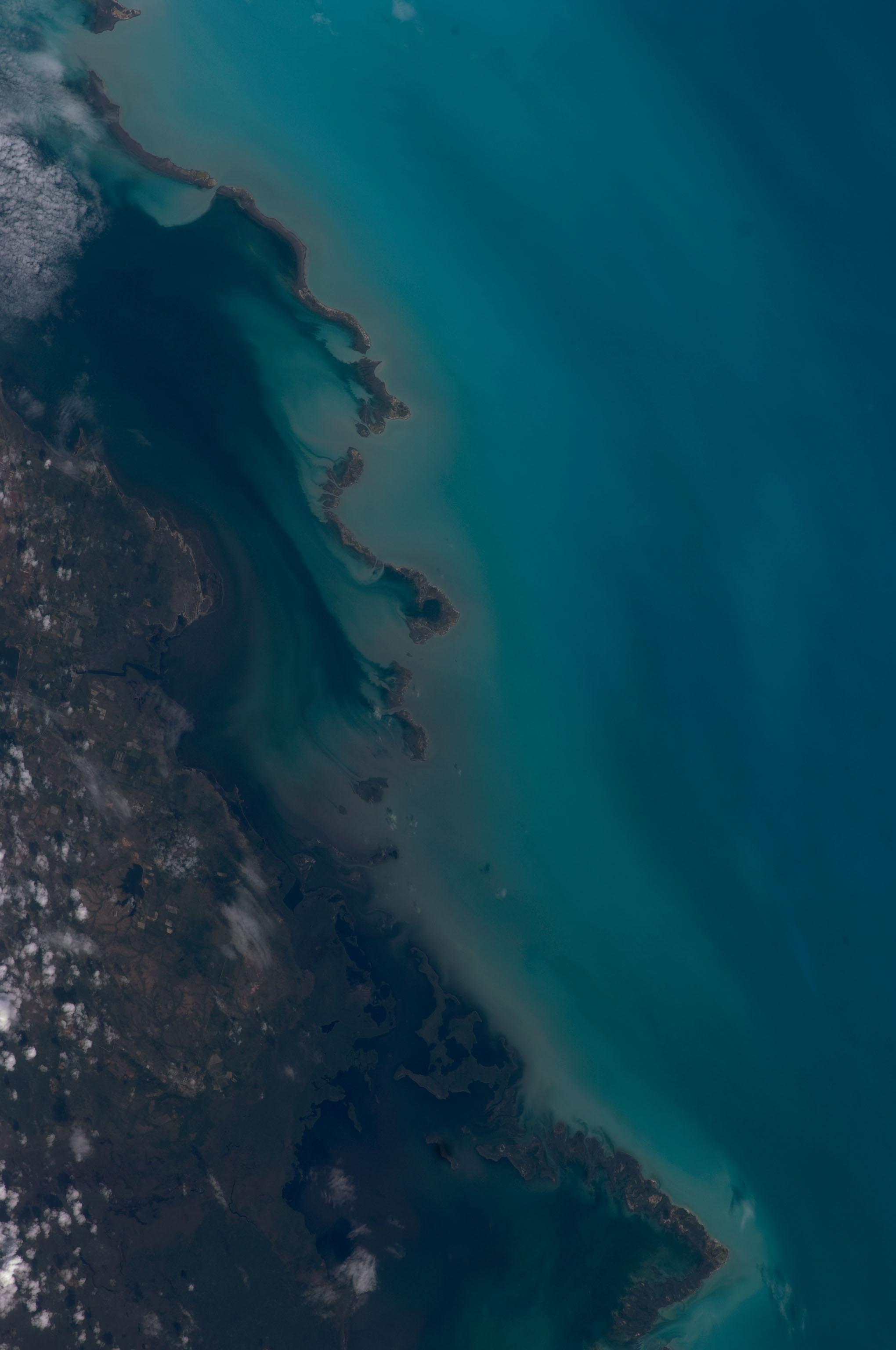
Du cayo Las Pasas au cayo Doña Maria
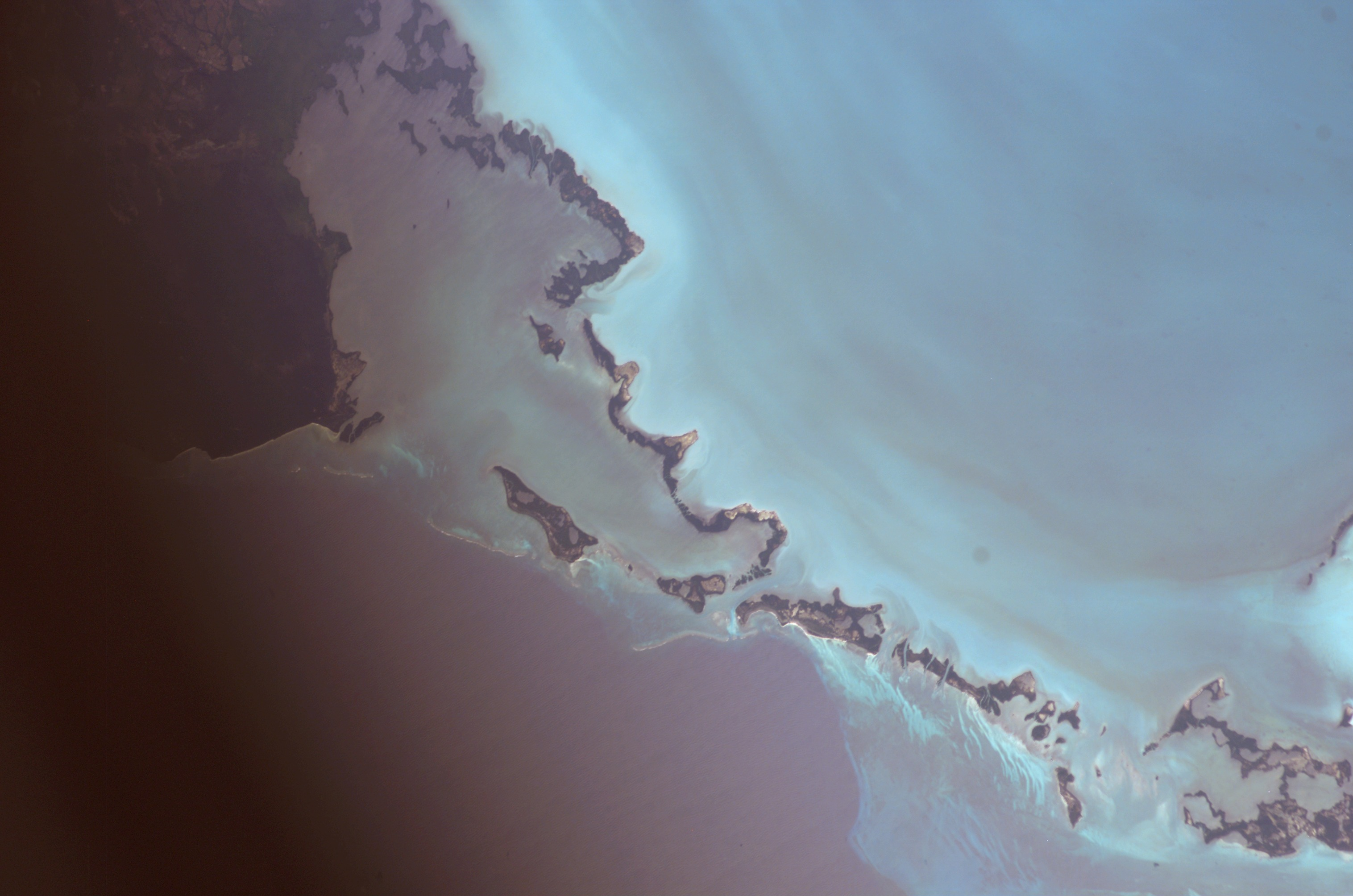
Branche nord-ouest depuis le cayo San Juan jusqu'au cayo Palma, et branche est depuis isla Juventud jusqu'au cayo Cantiles

#### À l'est de l'île de la Juventud
Les premières de ces îles sont dans la juridiction de « Surgidero de Batabanó - Nueva Gerona ». Ce sont, d'ouest en est :
- Cayos los Cayuelos, séparées de la côte de l'île de la Juventud par un petit passage de mer d'une largeur maximum de 300 mètres[c 48].
- Cayo Matias ou cayo Boca de Alonso (ceb)[c 49]
- Cayo Hicacos (ceb)[c 37]
- Cayo Palma, début de la branche nord-ouest de l'archipel des Canarreos[c 38].
- Cayo Campos[c 39],[2]
- Cayos Aguardiente[c 40]
- Cayo Ávalos (ceb)[c 41]
- Cayo Tablones, 6 km au nord du cayo Cantiles —— et peut-être un deuxième cayo du même nom à l'ouest du cayo Cantiles ou cayo Ciprey[c 42].
- Cayo Cantiles (es)[c 43] ou/et cayo Ciprey[c 44]

Les îles suivantes sont dans la juridiction de « Surgidero de Batabanó - Cayo Largo del Sur ».
- Cayo del Pasaje, à environ 3 km au nord du passage entre cayo Cantiles (à l'ouest) et cayo del Rosario (à l'est)[c 45]
- Cayo del Rosario[c 46]
Au nord du cayo del Rosario :
  - Cayo Mosquito, environ 2,5 km au nord du centre du cayo del Rosario[c 47].
  - Cayos los Ballematos, environ 1,5 km au nord de l'ouest du cayo del Rosario[c 50]
  - Cayo Divisa de Piedra, environ 3 km au nord de la pointe est du cayo del Rosario[c 51].
  - Cayo Traviesa (ceb), environ 20 km au nord du cayo del Rosario[c 52]

- Cayo Rosario[c 53], petite île de forme arrondie d'à peu près 500 m de diamètre, à l'est de la pointe est du cayo del Rosario.

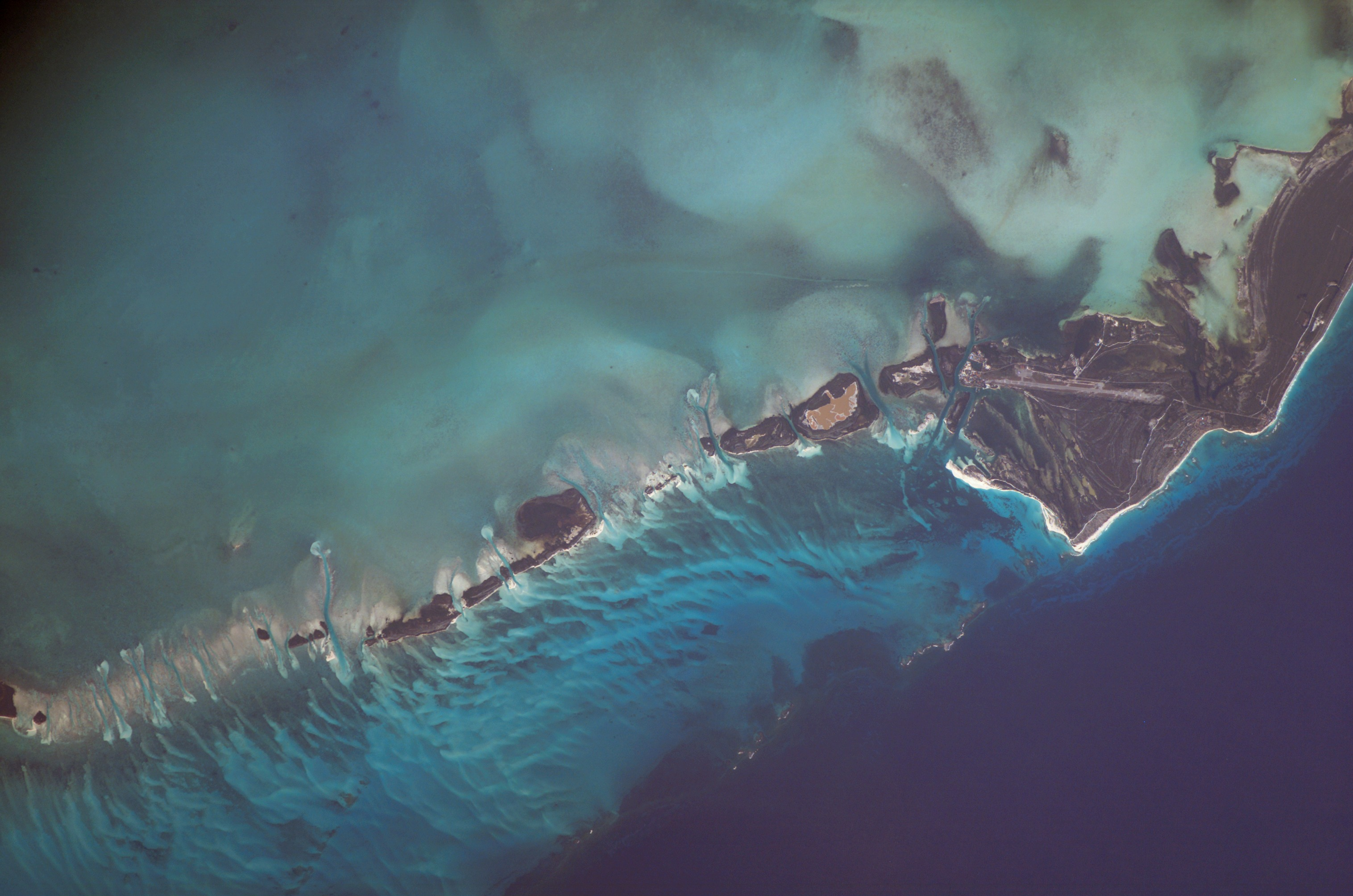
Cayo Estopa ou Campo (pointe orientale dépassant tout juste contre le bord gauche), cayos Peraza, cayo Rico, cayos Alcatraces, cayeria los Majáes, cayo Piedra, cayo Iguana, cayo Largo (côté ouest)

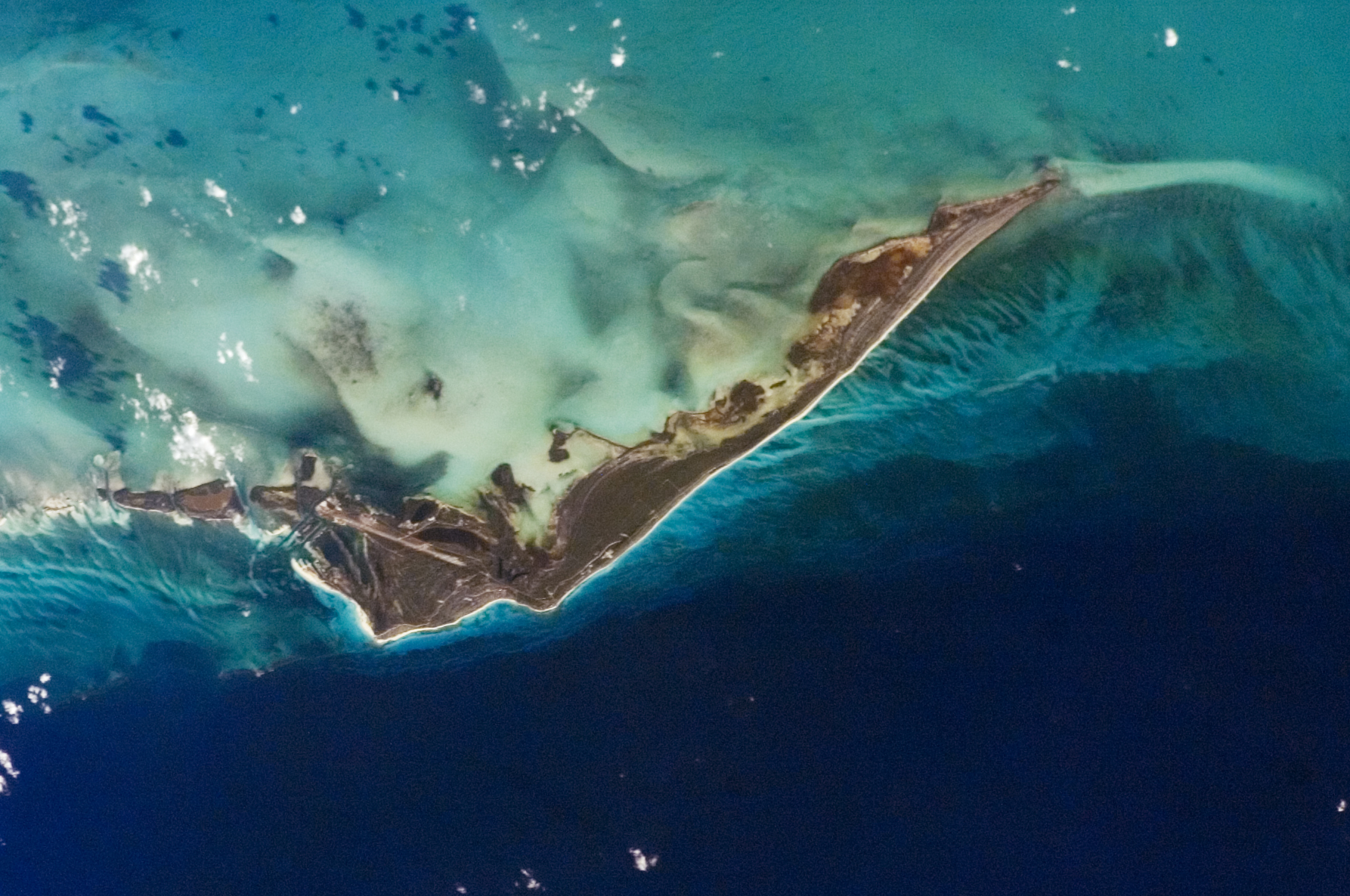
Cayo Largo del Sur. Côté ouest : cayo Iguana (dressé vers le nord), cayos Alcatraces, cayo Piedra. Les derniers cayos montrés ici à l'ouest ne sont pas nommés dans les cartes.

- Cayo Estopa ou cayo Campo[c 54], orienté nord-ouest/sud-est sur sa plus grande longueur, qui fait un peu plus de 3 km. Sa pointe nord-ouest est à environ 2 km de la pointe est du cayo del Rosario.

- Cayos Peraza[c 55], moins de 1 800 m de longueur ouest-est pour un peu plus de 500 m de largeur nord-sud. À l'ouest du cayo Rico. Noter le pluriel cayos : le nom englobe peut-être les petits îlots de chaque côté (y compris les deux tout petits à l'ouest).
- Cayo Rico[c 56] ; ensemble avec le cayo Peraza, leur silhouette évoque une pipe.
- Cayos Alcatraces[c 57]
- Cayeria los Majáes[c 58]
- Cayo Piedra[c 59]
- Cayo Iguana[c 60]. À la pointe ouest (à gauche) du cayo Largo, il a moins de 1 km dans sa plus grande longueur - orientée nord-sud.

Les îles suivantes sont dans la juridiction de « Surgidero de Batabanó - Cayo Largo del Sur »
- Cayo Largo del Sur ou cayo Largo

Du cayo Campos au cayo Largo - d'ouest en est
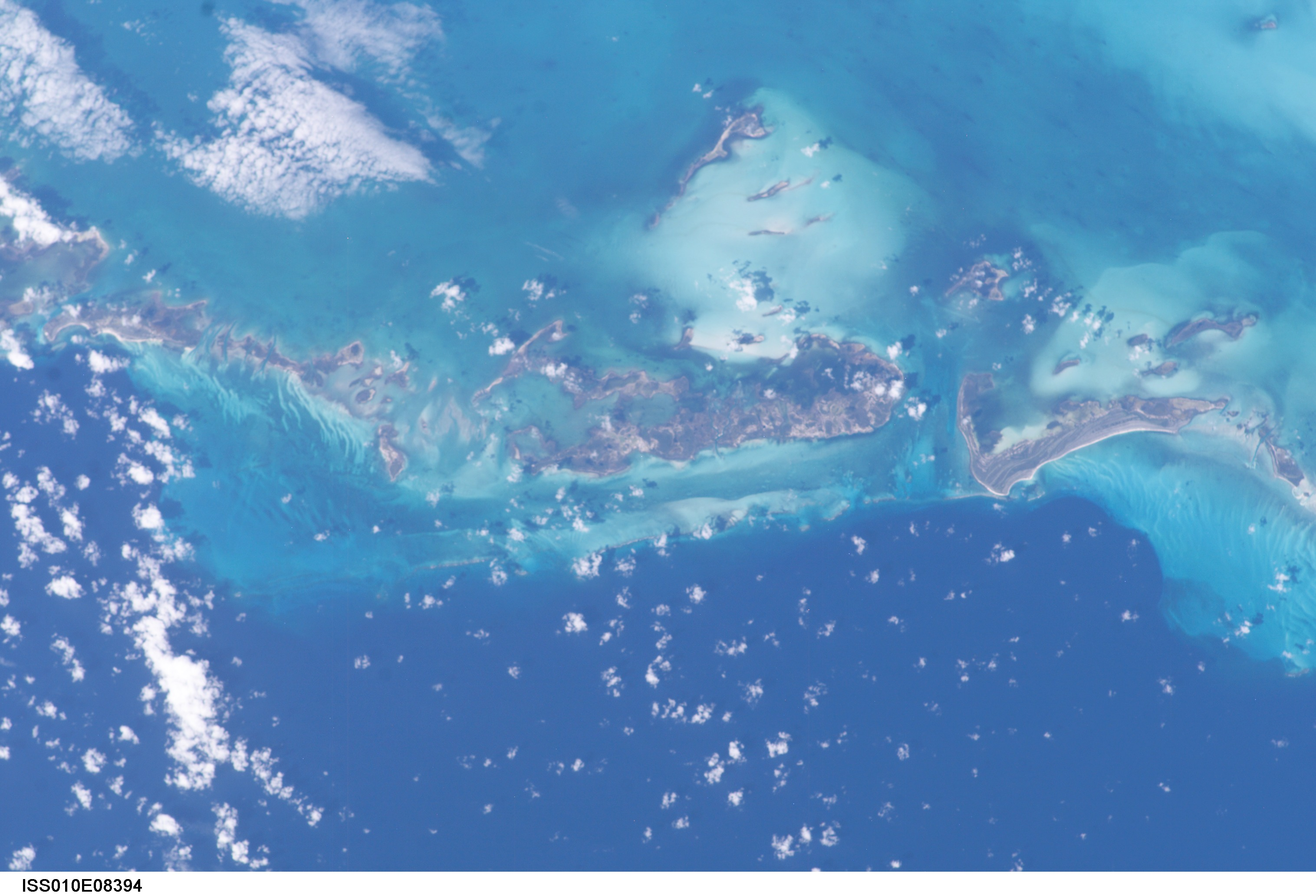
Cayo Campos (gauche)[c 39], cayo Tablones (centre haut)[c 42], cayo Cantiles[c 43] ou/et Ciprey[c 44] (centre), cayo del Rosario (droite)[c 46]
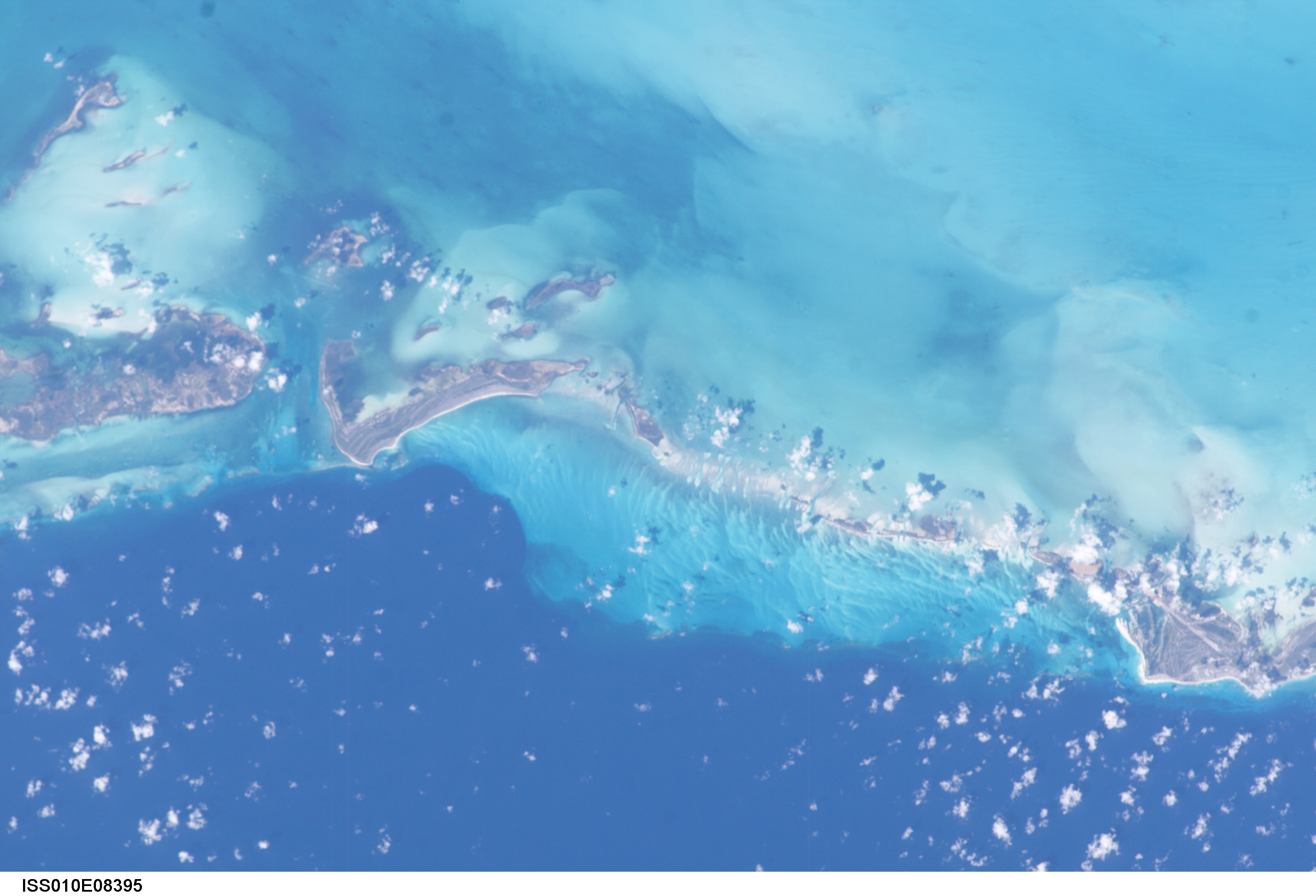
Cayo Tablones (en haut à gauche)[c 42], cayo Cantiles[c 43] ou/et Ciprey[c 44] (gauche), cayo del Pasaje[c 45] au-dessus du cayo del Rosario[c 46] (centre gauche), cayo Rico[c 56] (centre droite), cayo Largo (droite)

Les îlots à l'est du cayo Largo
- Cayo Inglés (es), de forme très allongée orientée nord-est/sud-ouest, environ 14 km au sud-est de la pointe est de cayo Largo[c 61]
- Cayo Sal[c 62]
- Cayos de Dios[c 63]

Les deux dernières îles de l'archipel sont dans la province de Matanzas — et les seules à ne pas être sur le territoire de l'île de la Juventud :
- Cayo Trabuco[c 65],[c 66]
- Cayo Guano ou cayo Guano del Este[c 67] avec son phare, plein sud de Playa Girón sur la côte sud de Cuba.

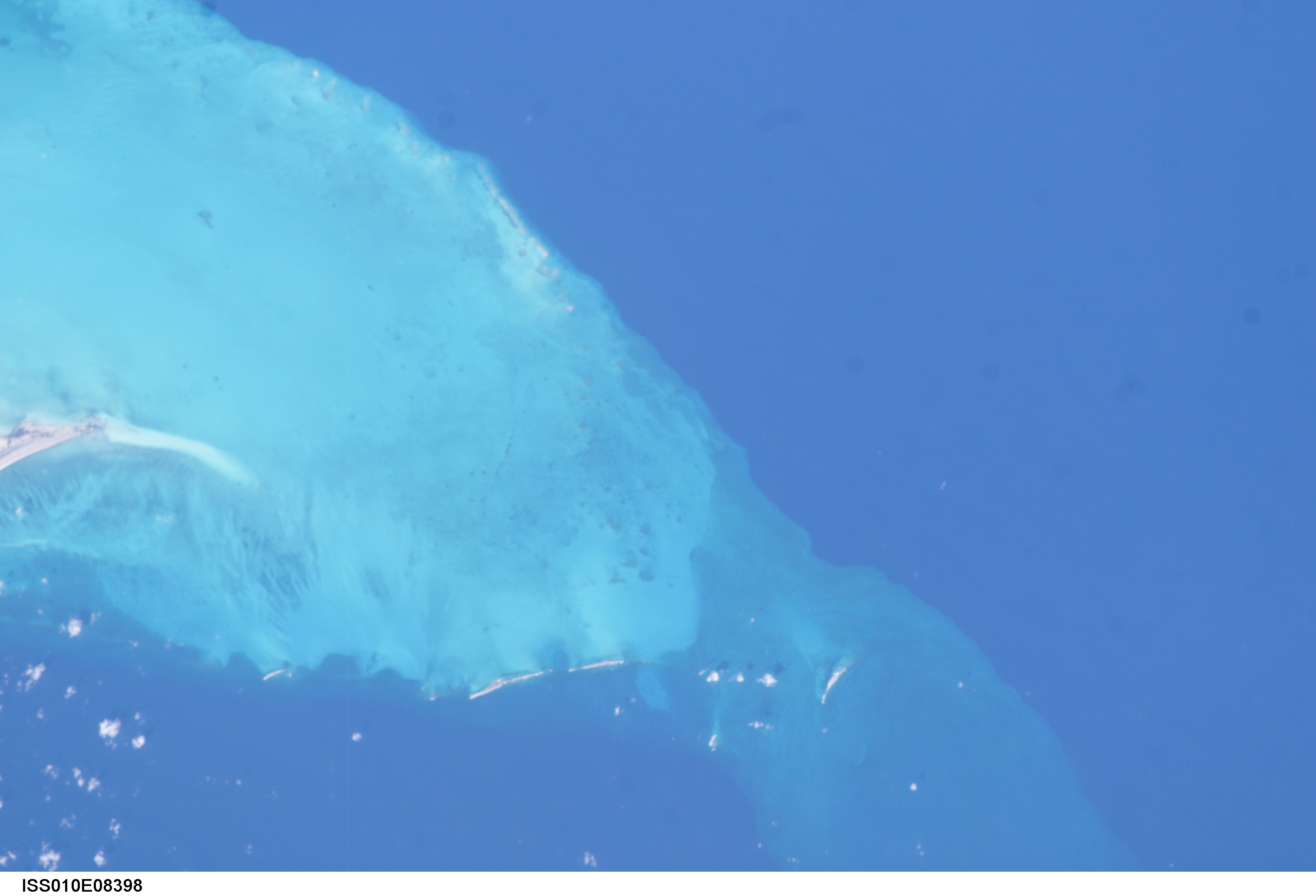
D'ouest en est : pointe est du cayo Largo (sur le bord gauche de la photo), cayo Inglés (es)[c 61] ; cayo Sal[c 62] et cayo de Dios[c 63] (en ligne) ; cayo Trabuco[c 65],[c 66] ; cayo Guano[c 67]
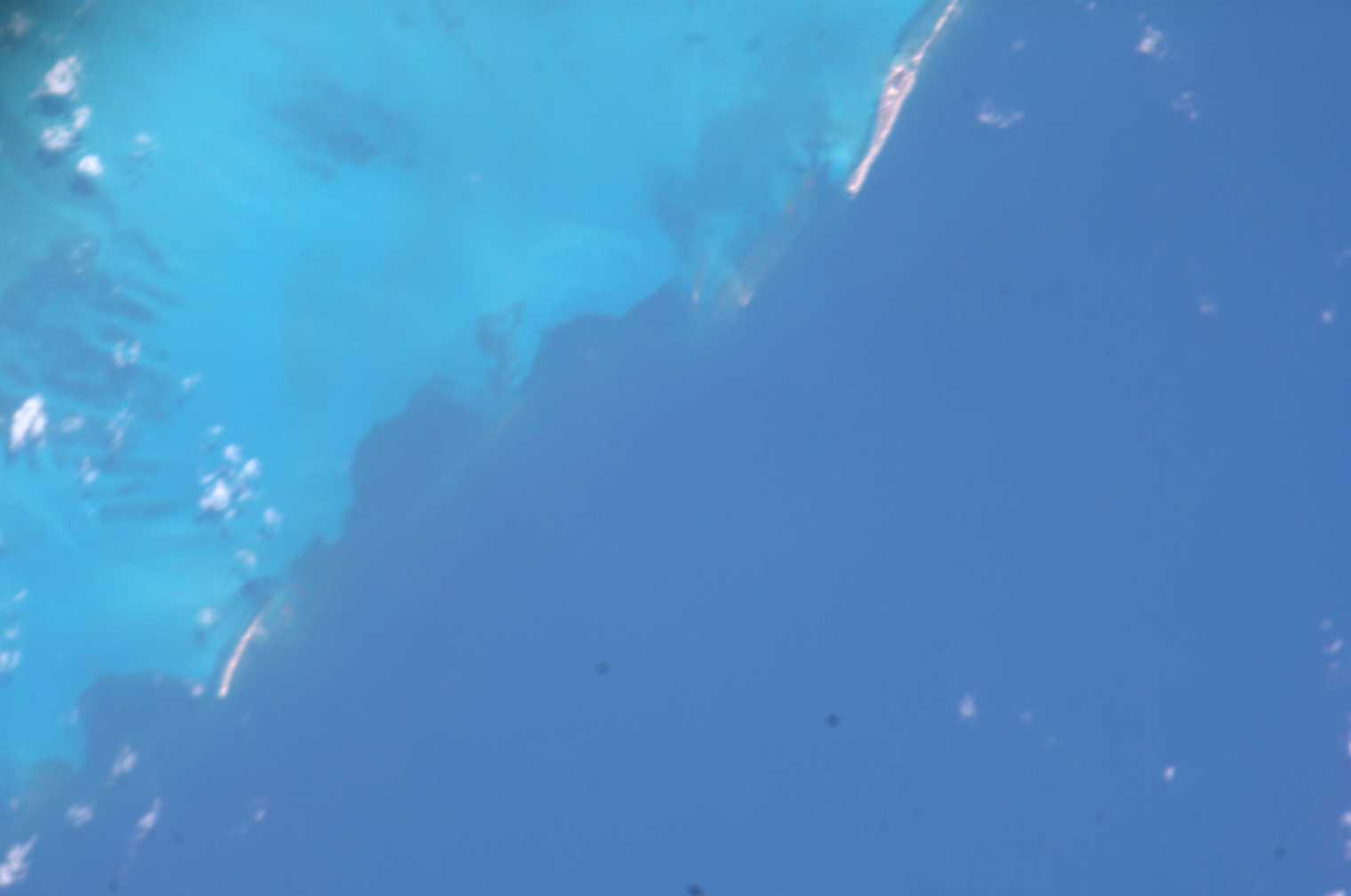
Cayo Sal[c 62] (en haut vers la droite) et cayo Inglés[c 61] (vers le coin en bas à gauche)

## Géologie
L'archipel des Canarreos est une séquence de dunes consolidées de calcarénites, avec des hauteurs allant de 2 à 7 mètres. Il est formé de dépôts de sables oolitiques avec un noyau central de roches calcaires récifales. Il présente des rochers et des mosaïques de terrasses marines avec des récifs côtiers en pierre poreuse et quelques dépôts de sable et de débris marins, répartis sur les différentes îles.
Le cayo Rosario est formé d'un système de dunes fossiles qui ont la particularité de donner une couleur rose au sable de ses plages.

## Activités
Cayo Largo est situé dans la zone de pêche commerciale la plus économiquement importante de Cuba, le golfe de Batabanó : à elle seule cette zone totalise les 2/3 de la pêche nationale de langouste et plus de 60 % du vivaneau gazon (Lutjanus synagris). En 1996 Cayo Largo a été désigné par le ministère de la pêche comme "zone de régime spécial d'usage et de protection", équivalent à la catégorie II de l'UICN.
Le tourisme se développe notablement à Cayo Largo.

## Environnement
Une végétation de mangrove y prédomine. L'archipel est un refuge pour la faune marine et les oiseaux tels que les flamants roses et les perroquets.
Dans l'ensemble des Antilles, l'archipel de Los Canarreos est la région abritant la plus grande diversité de capromyidés (rongeurs), c'est-à-dire les hutias. 
Cet archipel est un des principaux systèmes de récifs coralliens de Cuba, se développant sur plus de 38 km de longueur. De plus il est situé sur la côte sud de Cuba, où ces systèmes sont plus éloignés de la côte que ceux du nord de l'île de Cuba ; plus isolés, ils subissent moins les effets négatifs des activités humaines. Ainsi, avec les Jardines de la Reina eux aussi sur la côte sud de Cuba, l'archipel des Canarreos est un système de récifs parmi les moins endommagés de la mer des Caraïbes - sauf pour les alentours du cayo Largo (voir plus bas).

### Refuge de faune Cayo Campos-Cayo Rosario
Le refuge de faune Cayo Campos-Cayo Rosario (Refugio de Fauna Cayo Campos-Cayo Rosario), créé en 2005, s'étend du cayo del Rosario au cayo Coco et inclut aussi les îles intermédiaires dont les principales sont cayo Cantiles, cayos Avalos, cayo Campos et cayo Palma (mais pas le cayo Matias légèrement au sud-ouest) ; le  Cayo Hicaco n'est pas inclus, non plus que le cayo el Pasaje ni l'île nord du cayo Tablones. Sa surface totale est de 99 150 ha dont 10 020 ha de terres et 89 130 ha de zones marines. 
La flore compte 143 taxons appartenant à 118 genres et 59 familles botaniques, dont des Rubiacées (17 espèces), des Poacées (13 espèces), des Euphorbiacées (12 espèces), des Cypéracées (9 espèces) et des Boraginacées (6 espèces). Trois espèces ont récemment été rencontrées qui n'avaient pas été repérées auparavant sur ce site : Lasiocroton bahamensis, Casearia nitida (synonyme de Casearia decandra) et Eustoma exaltatum.
Le refuge abrite 4 sous-espèces endémiques de reptiles : Leiocephalus cubensis pambasileus (sur le cayo Campo), Anolis luteogularis coctilis, Antillophis Andreae melopyrrha (sur le cayo Cantiles) et Ameiva auberi Zugi (sur plusieurs des cayes, jusqu'à l'extrémité sud de la péninsule de Zapata). Une sorte de gecko (Sphaerodactylus storeyae) est une espèce endémique locale : elle ne se trouve qu'à Punta del Este sur l'île de la Juventud et sur 3 des îlots de l'archipel des Canarreos (cayo Cantiles, cayo Largo del Sur et cayo Inglés (es)).
La tortue à écailles (Eretmochelys imbricata) niche sur les plages du cayo del Rosario et l'iguane terrestre de Cuba (Cyclura nubila) y conserve de bonnes populations. Le crocodile américain (Crocodylus acutus) y est également présent.
On recense 7 espèces de poissons d'eau douce tolérants à des niveaux élevés de salinité de l'eau. Deux autres espèces, Diapterus rhombeus (Patao en espagnol) et la grande orphie (Tylosurus acus acus), bien que vivant dans un environnement avec un mélange d'eau douce et d'eau salée, sont considérées comme marines.
On rapporte 54 espèces d'oiseaux, dont beaucoup sont migrateurs et résidents temporaires. Parmi elles, deux sous-espèces endémiques appartiennent au cayo Cantiles : le petit carouge (Agelaius humeralis scopulus) et le pic poignardé de Cantiles (Xiphidiopicus percussus gloriae), cette dernière étant également endémique spécifiquement de Cuba.
Le site se distingue par la présence d’une grande variété de crustacés tels que les crevettes, les crabes et les homards qui, pour la plupart, habitent les mangroves. Le hutia cubain  (Capromys pilorides) est la seule espèce de mammifère endémique cubaine qui y habite.
Il n'y a pas d'établissements humains à l'intérieur de la zone protégée ni à proximité ; mais il y a un centre de stockage de homards au nord-ouest.
La principale activité économique pratiquée sur le territoire est la pêche, pratiquée par des bateaux provenant des pêcheries combinées de l'île de la Jeunesse, de Batabanó et de La Coloma, qui se consacrent principalement à la pêche au homard et au manjua (anchois ?).
Par ailleurs, la proximité de la zone touristique de Cayo Largo del Sur favorise la visite des touristes intéressés par la pêche à la mouche et l'observation de la faune. Dans la zone du Cabezo de Zambo, il existe un important site archéologique où l'on peut facilement observer les épaves gisantes depuis l'époque coloniale ; elles sont en partie visibles depuis la surface de l'eau.

### Aire protégée de ressources gérées Sud de l'île de la Juventud
L'aire protégée de ressources gérées Sud de l'île de la Juventud (Área Protegida de Recursos Manejados Sur de la Isla de la Juventud), créée en 1985, couvre toute la partie sud de l'île de la Juventud et quelques îlots de l'archipel des Canarreos. Ses 154 600 ha comprennent 100 994 ha de terres et 53 656 ha de zones marines. C'est un site RAMSAR qui inclut le parc national marin de Punta Francés, la réserve écologique Punta del Este, la réserve écologique et refuge de faune Ciénaga de Lanier et l'élément naturel remarquable Pinar Calizo,.

### Dégradation de l'environnement par les activités humaines
Cayo Largo est le siège d'un développement touristique orienté vers l'usage des plages, la plongée et la pêche de récréation. La surpêche est aussi un facteur important, qui s'est accru avec l'introduction de la pêche récréationnelle (tourisme) - cette dernière fournissant macabiens (Albula vulpes), tarpons et d'autres espèces prisées par les touristes pêcheurs.
Cayo Largo est devenue une réserve écologique (équivalent à la catégorie UU de l'UICN) — un statut qui en théorie correspond à une gestion plus protectrice, y compris des restrictions pour la pêche – que pour un refuge de faune ; mais cette réserve manque d'administration et de ressources de surveillance. 

La zone manque aussi 'études sur lesquelles se baser pour orienter les protections.
Un programme de surveillance des herbiers marins de 10 zones marines protégées cubaines, dont une à Cayo Largo et une autre vers le centre de l'archipel aux environs du cayo Cantiles, a été mis en place en 2013. 
Les communautés benthiques de l'archipel ont été étudiées par Alcolado et al. 2010, 2013) et par Caballero-Aragón et al. (2019, 2020) ; la diversité mésophotique par Reed et al. (2018) ; et les assemblages de poissons mésophotiques par Cobián-Rojas et al. (2021). En 2015 une expédition scientifique a étudié les assemblages de poissons dans cinq sites de la réserve écologique, et dans sept autres sites du sud de Cuba. 

Les récifs sur la côte ouest du cayo Largo sont cependant en voie de dégradation : les mésoherbivores (oursin noir des Antilles Diadema antillarum, rotifères et poissons acanthuridés) sont devenus rares et les concentrations de nutriments sont devenues excessives, ce qui amène un excès d'algues et de cyanobactéries. Cette tendance a été renforcée par les températures accrues depuis 1998 et par l'appauvrissement du relief du fond en raison de la mortalité des coraux causée par les maladies et les cyclones. Cette simplification du relief sous-marin empêche le rétablissement des populations d'herbivores. Il semble qu'il y ait aussi une production locale de nutriments dans les récifs à partir de la décomposition de grandes quantités de détritus d'algues. Coïncidant avec des températures élevées au cours de 1998 El Niño et La Niña, un intense blanchissement du corail a eu lieu, mais avec une mortalité très limitée. Le déclin de la couverture corallienne dans les stations plus profondes semble toutefois être davantage déterminé par la mortalité partielle cumulative des colonies que par la mort soudaine de colonies entières ; des signes de mortalité massive des coraux n’ont été observés que dans les crêtes, d'où - entre autres - le corail corne de cerf (Acropora cervicornis) a disparu alors qu'il dominait le paysage dans les années 1970. La taille de certaines espèces de coraux a diminué, et de nombreux autres signes de mauvaise santé ambiante ont été relevés. Le récif de Los Ballenatos est le plus touché.